# Сандыкачи
Сандыкачи (туркм. Sandykaçy) — посёлок городского типа в Тагтабазарском этрап Марыйского велаята, Туркменистан. Посёлок расположен на левом берегу реки Мургаб, при железнодорожной станции Сандыкачи на линии Мары — Серхетабад.
Статус посёлка городского типа с 1947 года. В советское время в посёлке работали винный и консервный заводы.

## Население
| 1959 | 1970 | 1979 | 1989 |
| ---- | ---- | ---- | ---- |
| 4952 | 5229 | 6369 | 2408 |

## Транспорт
Через поселок проходит автомагистраль A-388 соединяющая Серхетабат и Ёлетен. В посёлке также есть железнодорожная станция ведущая в Серхетабат.